# Cymindis neglecta
Cymindis neglecta är en skalbaggsart som beskrevs av Samuel Stehman Haldeman. Cymindis neglecta ingår i släktet Cymindis och familjen jordlöpare. Inga underarter finns listade i Catalogue of Life.